# PM-820
La PM-820 es una carretera situada en la isla de Formentera, Islas Baleares, España. Se inicia en el puerto de La Sabina y concluye en el punto más oriental de la isla (Faro de La Mola). En su recorrido atraviesa los principales núcleos urbanos de la isla, como San Francesc  Xavier o San Ferran de ses Roques entre otros. Tiene una longitud total de 20 kilómetros.

## Trazado
| Indicación | Carretera de enlace y dirección                                                                               |
| ---------- | --- |
|            | PM-820-2 Las Salinas, Es Pujols, San Ferran de ses Roques                                                     |
|            | PMV-820-1 San Francesc Xavier, Ses Bardetes, Es Cap de Barbaria por (C/ Pla des Rei)                          |
|            | PMV-820-1 San Francesc Xavier, Es Cap de Barbaria por (Variante Sureste), Hospital, San Ferran de ses Roques  |
|            | PM-820-2 El Pujols, La Savina por (Variante Suroeste), Es Ca Marí, El Caló de San Agustí, El Pilar de la Mola |
|            | Es Ca Marí |
|            | Es Calo de San Agustí                                                                                         |
|            | Pilar de la Mola                                                                                              |
|            | Faro de La Mola                                                                                               |

- Datos: Q6055419